# Joe « King » Carrasco
Pour les articles homonymes, voir Joe King, King et Carrasco.
Joe « King » Carrasco, de son vrai nom Joseph Teutsch, est un guitariste et chanteur américain de musique tex-mex, rock et new wave.

## Discographie
- Joe King Carrasco & El Molino (1978, Lisa Records)
- Tales of the Crypt (1979, Roir Records)
- Joe "King" Carrasco & The Crowns (1980, Indio Records/Recovery Recordings)
- Party Safari (1981, Hannibal Records)
- Joe King Carrasco & The Crowns (1981, Hannibal Records USA)
- Joe King Carrasco & The Crowns (1980, Stiff Records Europe)
- Synapse Gap (1982,  MCA Records)
- Party Weekend (1983, MCA Records)
- Bordertown (1985, Big Beat Records USA)
- Bordertown (1985, New Rose Records (Europe)
- Bandido Rock (1987, Roir Records)
- Royal Loyal & Live (1990, Royal Texacali Records)
- Dia De Los Muertos (1993, Royal Texacali Records)
- Anthology (1995, MCA records)[2]
- Hot Sun (1999, Anaconda Records)[3]
- Hay Te Guacho Cucaracho  (2001, Anaconda Records)[3]
- El Rey  (2008, Anaconda Records)[3]
- Rancho No Tengo  (2008, Anaconda Records)[3]
- Concierto Para Los Perros  (2011, Anaconda Records)[3]
- Chalupa's Choice - Gran Exitos  (2011, Anaconda Records)[3]
- Tattoo Laredo  (2011, Anaconda Records)[3]
- Vamos A Get Down  (2011, Anaconda Records)[3]
- Que Wow  (2012, Anaconda Records)[3]

## Film
- Rancho No Tengo  (2009, Anaconda)[3]

## Note
- (en) Cet article est partiellement ou en totalité issu de l’article de Wikipédia en anglais intitulé « Joe Carrasco » (voir la liste des auteurs).